# اورالا، نیو ساوت ولز
اورالا (به انگلیسی: Uralla) یک شهرک در استرالیا است که در Uralla Shire واقع شده‌است.